# 山口トヨタ自動車
山口トヨタ自動車株式会社（やまぐちトヨタじどうしゃ）は、山口県山口市小郡に本社を置くトヨタ自動車の自動車ディーラー（トヨタ店）である。
1939年（昭和14年）に「山口トヨタ自動車販売会社」として創業、1943年（昭和18年）に「山口県自動車配給（株）」として設立された。山口県下に18店舗とレクサス販売店1店舗（レクサス山口）を展開する。

## 関連会社
- トヨタL&F山口株式会社
- 株式会社トヨタレンタリース山口
- 山口ケーブルビジョン株式会社
- テレビ山口株式会社
- 山豊総業株式会社